# 早川村
早川村（はやかわむら）は、神奈川県足柄下郡にかつてあった村の一つである。現在の神奈川県小田原市早川に相当する。

## 地理
神奈川県の西部、現在の小田原市の南部に位置し、早川の南岸域を占める。
- 山：石垣山（標高241.6m）
- 河川：早川

## 歴史

### 沿革
- 1889年（明治22年）4月1日 - 町村制施行により、足柄下郡早川村が発足。
- 1940年（昭和15年）12月20日 - 足柄下郡小田原町，大窪村，足柄町及び酒匂村の網一色・山王原地区と合併して小田原市となる。

## 地域

### 教育
- 村立尋常高等早川小学校 - 現:小田原市立早川小学校

## 交通

### 鉄道路線
- 熱海軌道組合（1922年まで）
  - 早川駅
- 国鉄熱海線（1922年 - 1934年）・東海道本線（1934年 - ）
  - 早川駅

## 名所・旧跡
- 石垣山一夜城
- 早川のビランジュ - 1924年（大正13年）12月9日に国の天然記念物に指定。

## 出身有名人
- 相田二郎 - 歴史学者